# Sudari

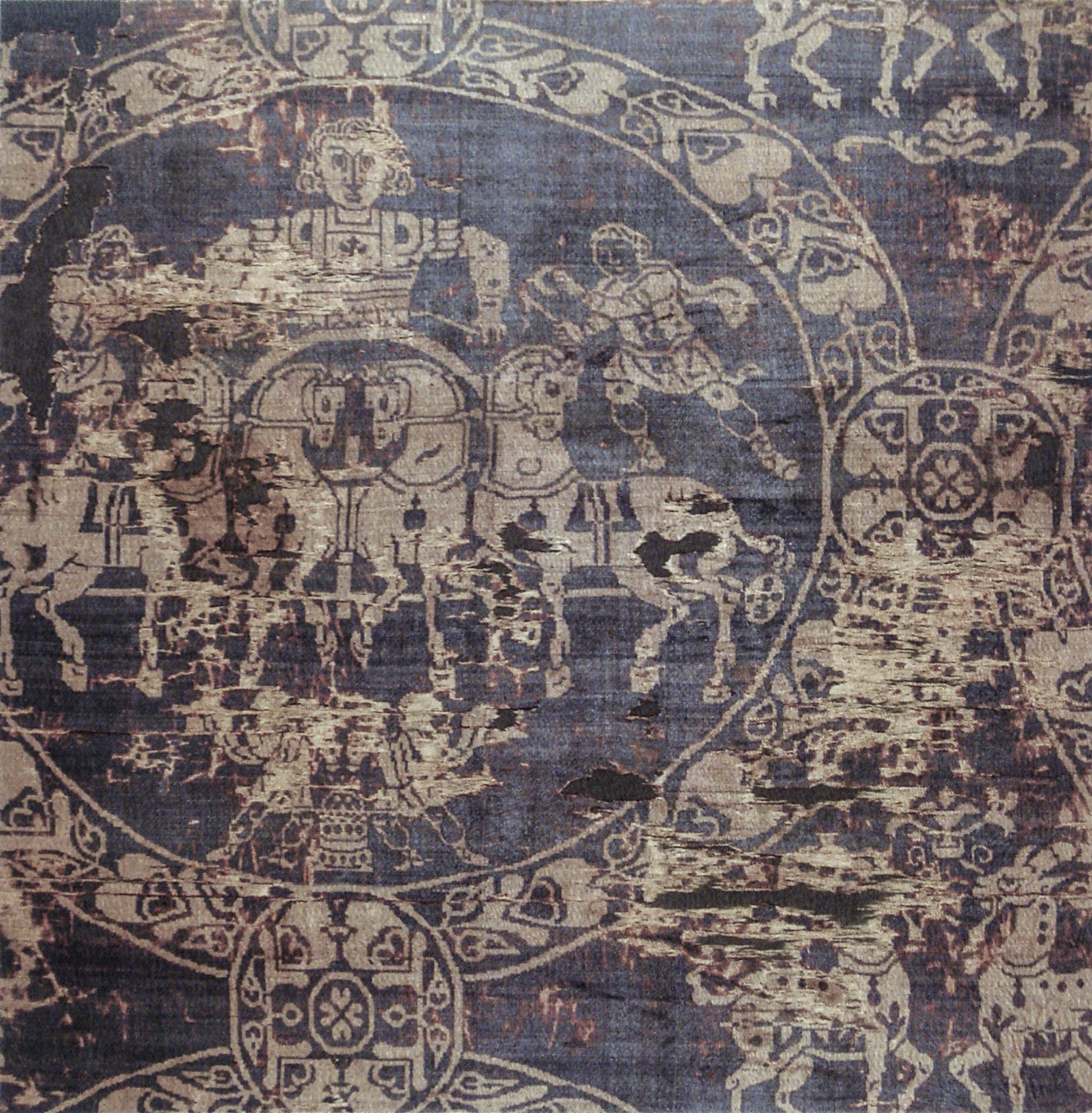
Sudari de Carlemany, any 814

Sudari, de la paraula llatina sudarium, significa a l'origen un llenç o mocador que serveix per cobrir-li el rostre a les persones mortes i demostrar-los els seus respectes. La paraula grega soudarion que expressa el mateix no es troba més que en els evangelistes. No deu, doncs, confondre's amb Sindon, que era un llençol i designava alguna vegada un vestit, i servia de camisa.

## Ressenyes històriques
Es diu en l'Evangeli, Marc, c. 14, v. 51, que un jove que seguia a Jesucrist quan va ser pres en l'hort de les oliveres, no tenia més que un llençol per cobrir la seva nuesa, que els soldats van voler detenir-ho, que va deixar el seu llençol i es va escapolir. Judic., c. 14, v. 12 i 13. Samsó va prometre trenta llençols, (en hebreu, sindinim) i sengles túniques als joves que assistien a les seves noces si podien explicar l'enigma que els va proposar. Proo., c. 22, f. 2, es diu que la dona fort feia llençols i cenyidors i els venia als cananeus o fenicis, huios, c. 3, f. 23, parla dels llençols de les filles de Jerusalem.
Llegim a l'Evangeli que Josep d'Arimatea per sepultar a Jesucrist va comprar un llençol, sindonim i en ella va embolicar el cos de Jesús. Sembla que aquest llençol va ser tallat en tires per col·locar al voltant del cos i membres les aromes que se servien per embalsamar als morts. Josep li va afegir un sudari o mocador per embolicar el cap i la cara; S. Juan, c. 20, v. 6, diu que després de la resurrecció de Jesucrist, Sant Pere va entrar en el sepulcre on no va trobar més que llenços o tires, OI OTZONAI, col·locades a un costat i en l'altre el sudari que es va col·locar sobre el cap de Jesús. Igualment diu, c. 11, C. 44, que ressuscitat Llàtzer va sortir del sepulcre tenint els peus i mans lligats amb tires i cobert el rostre amb un sudari.

## Sudari de Jesucrist

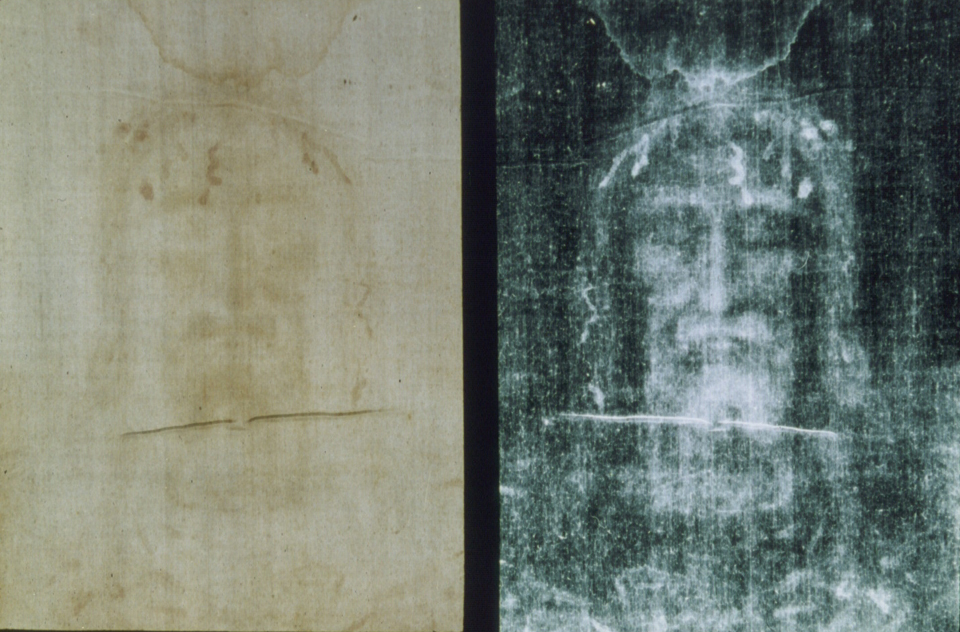
Sudari de Torí

D'aquí es va deduir que el cos de Jesucrist no va ser embolicat en un llençol sencer sinó en tires com Llàtzer. D'aquesta manera els llençols o sudaris que es mostren en moltes esglésies no poden haver servit per sepultar a Jesús, molt més quan el teixit d'aquests sudaris és d'una obra bastant moderna.
És probable que als segles XII i xiii quan es va introduir el costum de representar els misteris a les Esglésies, es va representar el dia de pasqües la resurrecció de Jesucrist. Es cantava la prosa Victimae paschali laudes, etc., en la qual es fa dir A Magdalena:
Sepulchrum Christi viventis et gloriam vidi resurgentis, angèlics testis sudarium et veste.
A la paraula sudari es mostrava al poble un llençol que tenia impresa la imatge de Jesucrist soterrat. Aquests llençols o sudaris, conservats en els tresors de les esglésies perquè en tot temps servissin al mateix objecte, amb el transcurs del temps van ser considerats com els llenços que van servir per sepultar a Jesucrist. Heus aquí perquè s'han trobat diferents en moltes Esglésies, en Colònia, en Besançon, a Torí, en Briondo, etc. i es va voler suposar que es van portar de la Palestina en temps de les Croades.